# 遙遠時空系列
遙遠時空是光榮發行的日本女性向戀愛冒險遊戲系列，首作於2000年發行。

## 作品

### 電子遊戲
- 遙遠時空（2000年）
- 遙遠時空2（2001年）
- 遙遠時空3（2004年）
- 遙遠時空4（2008年）
- 遙遠時空5（日语：遙かなる時空の中で5）（2011年）
- 遙遠時空6（日语：遙かなる時空の中で6）（2015年）
- 遙遠時空7（日语：遙かなる時空の中で7）（2020年）

### 跨媒體
原创动画录影带（OVA）
- 遙遠時空～紫陽花物語～ － 兩集動畫，改編自《遙遠時空》。於2002年至2003年發售，系列最早動畫化作品。
- 遙遠時空～白龍之神子～ － 三集動畫，改編自《遙遠時空2》。於2003年至2005年發售。

電視動畫
- 遙遠時空～八葉抄～ － 2004年10月5日到2005年3月29日於東京電視台系播送

動畫電影
- 劇場版 遙遠時空 舞一夜 － 2006年8月在日本上映。2008年改編為舞台劇。

CD
- 遥远时空中2&3 CHARACTER COLLECTION
  - 地之青龙〜平胜真&源九郎义经〜
  - 天之玄武〜源泉水&平敦盛〜
  - 地之朱雀〜彰纹&武藏坊辨庆〜
  - 天之白虎〜藤原幸鹰&有川让〜
  - 天之青龙〜源赖忠&有川将臣〜
  - 天之朱雀〜伊里&希诺耶〜
  - 地之白虎〜翡翠&梶原景时〜
  - 地之玄武〜安倍泰继&利兹·凡〜
  - 特别篇
- 遥远时空中2&3 CHARACTER COLLECTION
- 遥远时空中1&2&3 花祭
- 新罗曼史♥Duet+ 遥远时空中1&2&3
- 遥远时空中 梦浮桥 Special 〜天花之虹〜
- 钢琴曲集 遥远时空中 悠久之奏

DVD
- 实况音像 新罗曼史·实况录音 遥久祭 2005
- 实况音像 新罗曼史·FESTA 遥久祭 2006
- 实况音像 新罗曼史·FESTA 遥久祭 2008

## 外部連結
- 遙遠時空系列制作组Ruby Party的官方网站 （页面存档备份，存于）（日語）